# 糙沙粒魟
糙沙粒魟（学名：Urogymnus asperrimus），又名魴仔，为燕魟目土魟科沙粒魟屬下的一个种。该物种主要分布于热带印度洋-太平洋海域，以及西非，宽度一般在1.2米至1.5米之间。